# طوابع الجزائر 1979
يسجل هذا المقال الطوابع البريدية الجزائرية التي أصدرتها إدارة البريد في عام 1979.

## العموميات
تحمل الإصدارات عبارة « اَلْجُمهُورِيَّة اَلْجَزَائِرِيَّة اَلدِّيمُقرَاطِيَّة اَلشَّعبِيَّة » و« البريد » باللغة العربية. أما باللغة الفرنسية فهناك عبارتان هما « Algérie » والتي تعني الجزائر، بالإضافة إلى قيمة اسمية محددة بالدينار جزائري.

## قائمة الطوابع الصادرة
| 364 | [[ملف:\|180px]] | الرئيس هواري بومدين القيمة الاسمية: 0٫60 دينار جزائري الكمية المطبوعة: 1٬500٬000 طابع بريد تاريخ الإصدار: 5 يناير 1979 تاريخ السحب: 6 يناير 1983 الطول: 25٫6 مليمتر الارتفاع: 36٫3 مليمتر التسنين: تثقيب 11 الرسام: الطابع: |  | الوصف يظهر هذا الطابع البريدي الجزائري، بقيمة 0.60 دينار، صورة للرئيس هواري بومدين، أحد أبرز قادة الجزائر بعد الاستقلال. خُصّص هذا الطابع لتخليد فترة رئاسته التي امتدت من 1965 إلى 1978. يتميز التصميم ببساطته، مع إطار بألوان العلم الوطني وصورة شخصية للرئيس بالأبيض والأسود. |

| 365 | [[ملف:\|180px]] | مؤتمر حزب جبهة التحرير الوطني القيمة الاسمية: 0٫60 دينار جزائري الكمية المطبوعة: 1٬000٬000 طابع بريد تاريخ الإصدار: 25 يناير 1979 تاريخ السحب: 6 أكتوبر 1983 الطول: 38٫1 مليمتر الارتفاع: 48٫5 مليمتر التسنين: تثقيب 11¾x11½ الرسام: محمد تمام الطابع: |  | الوصف |

| 366 | [[ملف:\|180px]] | الرئيس هواري بومدين (1965-1978) القيمة الاسمية: 1٫40 دينار جزائري الكمية المطبوعة: 2٬000٬000 طابع بريد تاريخ الإصدار: 2 فبراير 1979 تاريخ السحب: 6 أكتوبر 1983 الطول: 38٫1 مليمتر الارتفاع: 48٫5 مليمتر التسنين: تثقيب 11¾x11½ الرسام: محمد تمام الطابع: |  | الوصف |

| 367 | [[ملف:\|180px]] | انتخاب السيد الشاذلي بن جديد القيمة الاسمية: 2٫00 دينار جزائري الكمية المطبوعة: 1٬000٬000 طابع بريد تاريخ الإصدار: 10 فبراير 1979 تاريخ السحب: 6 أكتوبر 1983 الطول: 38٫1 مليمتر الارتفاع: 48٫5 مليمتر التسنين: تثقيب 11¾x11½ الرسام: محمد تمام الطابع: |  | الوصف |

| 368 | [[ملف:\|180px]] | هجرة اللقالق القيمة الاسمية: 10٫00 دينار جزائري الكمية المطبوعة: 1٬000٬000 طابع بريد تاريخ الإصدار: 22 مارس 1979 تاريخ السحب: 22 مارس 1990 الطول: 22٫7 مليمتر الارتفاع: 38٫1 مليمتر التسنين: تثقيب 11½x11¾ الرسام: الطابع: |  | الوصف |

| 369 | [[ملف:\|180px]] | الشيخ عبد الحميد بن باديس القيمة الاسمية: 0٫60 دينار جزائري الكمية المطبوعة: 1٬000٬000 طابع بريد تاريخ الإصدار: 16 أبريل 1979 تاريخ السحب: 6 أكتوبر 1983 الطول: 25 مليمتر الارتفاع: 33 مليمتر التسنين: تثقيب 11¼x11¾ الرسام: بشير يلس الطابع: |  | الوصف يصور هذا الطابع البريدي الجزائري بقيمة 0.60 دينار شخصية الشيخ عبد الحميد بن باديس، أحد أعلام الإصلاح في الجزائر ومؤسس جمعية العلماء المسلمين. يظهر جالسًا وهو يتأمّل، في مشهد يُعبّر عن مكانته الفكرية والدينية، محاطًا بزخارف تقليدية تعكس الهوية الثقافية الجزائرية. |

| 370 | [[ملف:\|180px]] | اتصالات 1979 - 1.20 دج القيمة الاسمية: 1٫20 دينار جزائري الكمية المطبوعة: 500٬000 طابع بريد تاريخ الإصدار: 17 مايو 1979 تاريخ السحب: 6 يناير 1983 الطول: 27 مليمتر الارتفاع: 38٫7 مليمتر التسنين: تثقيب 13½x14 الرسام: سيد أحمد بن تونس الطابع: |  | الوصف |

| 371 | [[ملف:\|180px]] | اتصالات 1979 - 1.40 دج القيمة الاسمية: 1٫40 دينار جزائري الكمية المطبوعة: 500٬000 طابع بريد تاريخ الإصدار: 17 مايو 1979 تاريخ السحب: 6 يناير 1983 الطول: 27 مليمتر الارتفاع: 38٫7 مليمتر التسنين: تثقيب 13½x14 الرسام: سيد أحمد بن تونس الطابع: |  | الوصف |

| 372 | [[ملف:\|180px]] | السنة الدولية للطفل - 0.60 دج القيمة الاسمية: 0٫60 دينار جزائري الكمية المطبوعة: 1٬000٬000 طابع بريد تاريخ الإصدار: 21 يونيو 1979 تاريخ السحب: 6 يناير 1983 الطول: 33 مليمتر الارتفاع: 25 مليمتر التسنين: تثقيب 11¼x11¾ الرسام: سليمة ولد سليمان الطابع: |  | الوصف |

| 373 | [[ملف:\|180px]] | السنة الدولية للطفل - 1.40 دج القيمة الاسمية: 1٫40 دينار جزائري الكمية المطبوعة: 1٬000٬000 طابع بريد تاريخ الإصدار: 21 يونيو 1979 تاريخ السحب: 6 يناير 1983 الطول: 33 مليمتر الارتفاع: 25 مليمتر التسنين: تثقيب 11¼x11¾ الرسام: الطابع: |  | الوصف |

| 374 | [[ملف:\|180px]] | طائر السيتيل القيمة الاسمية: 1٫40 دينار جزائري الكمية المطبوعة: 500٬000 طابع بريد تاريخ الإصدار: 18 أكتوبر 1979 تاريخ السحب: 6 يناير 1983 الطول: 27٫3 مليمتر الارتفاع: 33 مليمتر التسنين: تثقيب 11½x11¾ الرسام: الطابع: |  | الوصف |

| 375 | [[ملف:\|180px]] | الذكرى 25 لأول نوفمبر - 1.40 دج القيمة الاسمية: 1٫40 دينار جزائري الكمية المطبوعة: 500٬000 طابع بريد تاريخ الإصدار: 1 نوفمبر 1979 تاريخ السحب: 6 يناير 1983 الطول: 30٫6 مليمتر الارتفاع: 49 مليمتر التسنين: تثقيب 11½x11¾ الرسام: بشير يلس الطابع: |  | الوصف يخلد هذا الطابع البريدي، بقيمة 1.40 دينار، الذكرى الخامسة والعشرين لاندلاع الثورة التحريرية الجزائرية (1954–1979). يجسد التصميم تلاحم النضال المسلح مع البناء الوطني، حيث تظهر في الأعلى صورة لمجاهدين يحملون السلاح، وفي الأسفل عمال بناء يرمزون لإعادة الإعمار والتنمية. تتناغم الألوان الزاهية والعلم الوطني في الخلفية لتعبّر عن روح الوطنية والتضحية في سبيل الاستقلال والتقدم. |

| 376 | [[ملف:\|180px]] | الذكرى 25 لأول نوفمبر - 3 دج القيمة الاسمية: 3٫00 دينار جزائري الكمية المطبوعة: 1٬000٬000 طابع بريد تاريخ الإصدار: 1 نوفمبر 1979 تاريخ السحب: 6 يناير 1983 الطول: 38٫1 مليمتر الارتفاع: 48٫5 مليمتر التسنين: تثقيب 11¾x11½ الرسام: محمد تمام الطابع: |  | الوصف |

| 377 | [[ملف:\|180px]] | 1400 هـ - حلول القرن الخامس عشر الهجري القيمة الاسمية: 3٫00 دينار جزائري الكمية المطبوعة: 1٬000٬000 طابع بريد تاريخ الإصدار: 30 نوفمبر 1979 تاريخ السحب: 6 يناير 1983 الطول: 38٫1 مليمتر الارتفاع: 48٫5 مليمتر التسنين: تثقيب 11¾x11½ الرسام: محمد تمام، ‏محمد سعيد شريفي الطابع: |  | الوصف |